# Lil Hardin Armstrong

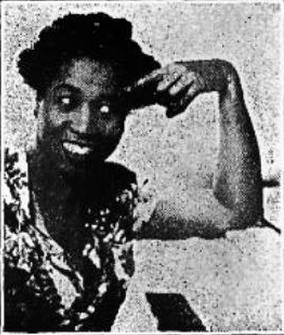
Lil Hardin Armstrong i en annons i tidningen Billboard 1944.

Lil Hardin Armstrong, ursprungligen Lillian Hardin, född 3 februari 1898 i Memphis i Tennessee, död 27 augusti 1971 i Chicago i Illinois, var en amerikansk jazzpianist, kompositör, arrangör, sångerska och bandledare. Hon var under en period gift med Louis Armstrong och deltog på många av hans mest berömda inspelningar från 1920-talet. Hon var en av mycket få kvinnor under jazzens första årtionden som nådde toppen.
Hardins kompositioner inkluderar "Struttin' With Some Barbecue", "Don't Jive Me", "Two Deuces", "Knee Drops", "Doin' the Suzie-Q", "Just For a Thrill" (vilken blev en stor hit i USA när den spelades in av Ray Charles 1959), "Clip Joint", och "Bad Boy" (som blev en hit för Ringo Starr 1978).

## Bakgrund
Under sina tidiga år fick Hardin lära sig att på piano spela psalmer, spirituals och klassisk musik. Hon var intresserad av populärmusik, senare blues, men kunde bara lyssna på och spela sådan musik i hemlighet eftersom hennes mor Dempsey ansåg sådan musik syndig.

## Tidiga influenser och inspiratörer
Hardin fick först pianolektioner av sin lärarinna i tredje klass, Violet White. Därefter såg hennes mor till att hon kom med i "Mrs Hook's School of Music". "Senare insåg jag att de hade lärt mig helt fel saker, mindes Lil Hardin 1971, men de menade väl."
Det var på Fisk University - ett universitet för svarta - som Hardin fick bättre undervisning i pianospel. Hur lång tid Hardin var på Fisk är oklart, men hon återvände aldrig efter 1918 års sommaruppehåll. I augusti det året flyttade hon norrut till Chicago tillsammans med sin mor och styvfar. Vid den tidpunkten hade hon blivit en god pianist och skicklig notläsare. Denna kunskap gav henne arbete som musikalisk demonstratör av nothäften i "Jones Music Store". Ägaren till butiken, Jennie Jones, hade också en bokningsagentur för artister. Detta gjorde att många artister brukade besöka butiken. Ett besök av Jelly Roll Morton, en (New Orleansmusiker som hade spelat jazz sedan sekelskiftet) kom att få en avgörande påverkan på Hardins musikaliska inriktning. "Han satte sig ner," skrev hon i sin opublicerade biografi, "pianot skakade, golvet skälvde, folk runt omkring gungade när han attackerade pianot med sina långa, seniga fingrar samtidigt som han stampade på pedalen i dubbel rytm. Åh, jag var hänförd och förtjust. När han slutligen reste sig från piano log han och såg på mig som om han tänkte: Låt det här bli en läxa för dig. Och det var verkligen en läxa." När en liten publik i butiken uppmanade Hardin att spela något för Morton gjorde hon så. "Jag spelade Witches Dance och Rachmaninovs preludium i C moll för honom".
Mortons besök påverkade Hardin mycket, och hon började brodera ut nothäftena med egna idéer, något som uppskattades av kunderna. Hon hade arbetat i butiken tre veckor när trumpetaren Sugar Johnny Smiths New Orleans Creole Jazz Band kom in för en audition för Jennie Jones. Jones bokade in bandet på "the Chinese Café", och skickade dit Lil Hardin när Sugar Johnny blev ombedd att ha en pianist i gruppen. Vid den första spelningen frågade Lil efter noterna. Hon fick till svar att man inte spelade efter noter. När hon frågade efter tonarten till den första låten hostade Sugar Johnny, vände sig mot henne och sa: "När du hör två knackningar, sätt igång". "Jag gjorde mitt bästa för att bli en miniatyrversion av Jelly Roll Morton," sa Lil Hardin senare, "och Johnny beslutade sig för att behålla mig".
Butiken hade betalat Hardin 3 dollar i veckan. I orkestern fick hon 22,5 dollar! Eftersom hon visste att hennes mor inte skulle acceptera att hon arbetade på en cabaret, lät hon modern förstå att hennes nya arbete innebar att spela på en dansskola. Efter tre veckor fick bandet en bättre bokning på "the De Luxe Café", där även sådana kända underhållare som Florence Mills och Cora Green uppträdde. Efter denna bokning gick bandet direkt till juvelen i Chicagos nattliv - "the Dreamland". Här var stjärnorna Alberta Hunter och Ollie Powers. När King Olivers Creole Jazz Band ersatte Duhés grupp på the Dreamland frågade Oliver Hardin om hon ville stanna och arbeta för honom. Hon stannade med Oliver på the Dreamland under 1921, då orkestern fick ett erbjudande att spela under sex månader i San Franciscos Pergola Ballroom. Hardin följde med, men efter de sex månaderna återvände Hardin till Chicago medan resten av orkestern reste till Los Angeles.

## Från Johnson till Armstrong: Äktenskap och skilsmässor
I Chicago återgick Hardin till att arbeta som pianist i en orkester på the Dreamland. Orkestern leddes av violinisten och vaudevilleartisten Mae Brady. När hon spelade i denna orkester föll hon för Jimmie Johnson, en ung sångare från Washington, D.C. Hon gifte sig med honom den 22 augusti 1922. Äktenskapet blev kortlivat och slutade i skilsmässa efter att Jimmy flyttat till Petoskey i Michigan, där han hade hoppats hitta arbete och därmed kunna ge äktenskapet en ny start. Under tiden återvände King Olivers band från Kalifornien och fick engagemang på the Royal Gardens, med Bertha Gonzales på piano. Det tog dock inte lång tid innan orkestern återigen spelade på The Dreamland med Hardin som pianist.
Bandet fick stora framgångar på The Dreamland när Oliver skickade bud efter sin tidigare skyddsling i New Orleans Louis Armstrong som fick komma med som andrekornettist. Armstrong hade börjat göra sig ett namn i deras hemstad New Orleans och såg Oliver - Papa Joe - som sin idoliserade mentor. En del - bland andra Hardin - har hävdat att Oliver såg Louis som ett hot mot sin position på jazztronen, och att inlemma Louis i sitt band var ett sätt att hålla honom på mattan. Allt tyder dock på att de båda kornettisterna trivdes väl med att arbeta tillsammans. 1923 spelades en av de första jazzskivorna in: "King Oliver's Creole Jazz Band". På skivan spelar både Hardin och Louis. Inledningsvis var Hardin måttligt imponerad av Armstrong, som anlände till Chicago i kläder och frisyr som hon ansåg var alldeles för lantliga för Chicago. Hon bestämde sig för att "ta lantligheten ur honom" och snart spirade en romans. Detta till de övriga orkestermedlemmarnas förvåning eftersom flera av dem hade försökt att charma den söta Hardin under en längre tid utan framgång. Hardin hade redan en skilsmässoerfarenhet och hjälpte nu Armstrong att ta ut skilsmässa från sin första fru Daisy Armstrong, från vilken Louis hade separerat redan i New Orleans. Hardin och Armstrong gifte sig den 4 februari 1924.
När Hardin väl fått Louis att klä sig och se ut mer som det anstod en jazzmusiker i Chicago, började hon arbeta på hans karriär även på andra sätt. Hon insåg att han hade en extraordinär begåvning, och ansåg att han kastade bort den genom att spela andrakornett. Louis var dock lycklig att få spela bredvid sin idol, men slutligen övertygade Hardin honom om att lämna Oliver. Hon gjorde detta genom att ställa ultimatum: "Du får välja mellan att mig eller att spela andratrumpet hos Oliver"! I september 1924 accepterade Louis ett jobberbjudande hos Fletcher Henderson i New York. Hardin stannade i Chicago och fortsatte spela med Oliver. Så småningom lämnade hon orkestern för att starta en egen: "Lil Armstrong's Dreamland Syncopators". När Hardins grupp fick spela på Dreamland 1925 återvände Louis för att spela med orkestern. Hon förberedde Louis återkomst till Chicago genom att på stora plakat utannonsera honom som "världens störste trumpetspelare".
Louis Armstrong hade fått ett imponerande anseende när talangscouten och jazzpianisten Richard M. Jones övertygade Okeh Records att spela in en serie musiksessioner i Armstrongs namn: de klassiska Louis Armstrong "Hot Five"-inspelningarna. Hot Five bestod förutom Armstrong av Hardin på piano, Kid Ory på trombon, Johnny Dodds på klarinett, och Johnny St. Cyr på banjo. Som synes saknas bas och trummor. Orsaken till detta var att inspelningsutrustningen inte klarade att få med en rytmsektion utan att balansen i ljudbilden blev skev. Denna supergrupp repeterade hemma i Louis och Lil Armstrongs bostad belägen på Chicagos East 41 Street. De första sessionerna spelades in i november 1925. Flertalet melodier, däribland de som anses vara de bästa, spelades in året efter men gavs ut på samma skiva. Skivan blev en stor försäljningsframgång och sålde i mer än 40 000 exemplar. Lil Hardin hade komponerat flera av melodierna och stod för de flesta arrangemangen. Få skivinspelningar är så hyllade som de som gjordes av "the Hot Five". De anses ha varit banbrytande för jazzens kommande utveckling, med Louis Armstrong som lysande virtuos i bandet. På skivan som blev resultatet hör man Louis ropa i studion: "Aw, whip that thing, Miss Lil, whip it kid! Aw, pick that piano, gal!"
Efter att inspelningstekniken hade förbättrats så att man kunde göra elektriska inspelningar, utökades Hot Five med trumslagaren Baby Dodds (Johnny Dodds lillebror) och tubaspelaren Pete Briggs. Det nya gruppnamnet blev naturligtvis Louis Armstrong's Hot Seven. Även de inspelningar Hot Seven gjorde blev stora succéer.
Hot Five gjorde också inspelningar där Louis Armstrong ersattes av en mer normalbegåvad trumpetare. Dessa gjordes under namnet the New Orleans Wanderers.
Mot slutet av 1920-talet gled Hardin och Louis ifrån varandra. Även arbetsmässigt märktes detta, när Louis formade ett nytt Hot Five där han själv var den enda originalmedlemmen som bestod. Hardin å sin sida återskapade sitt band, nu med legendariske Freddie Keppard på kornett (Hardin ansåg att Keppard var världens näst bäste trumpetare efter Louis). Louis och Hardin separade 1931 men skilde sig inte förrän 1938, då Louis ville gifta om sig. De förblev vänner hela livet.

## 1930-talet
Under 1930-talet fortsatte Lil Hardin sin musikkarriär under swingeran. Hon lanserades som Mrs Louis Armstrong, där Mrs stod med mycket små bokstäver. Hon ledde flera orkestrar, varav några bestod enbart av kvinnor! Några av dem ansågs mycket skickliga, men 1930-talet var en ekonomiskt svår period inom alla branscher, och hon tvingades upplösa orkestrarna. Därefter arbetade hon först som studiopianist hos Decca, senare även som vokalist och spelade in ett antal swinglåtar på skiva. Hon spelade även in en skiva med Red Allen.

## Solokarriär
Lil Hardin fortsatte att uppträda som soloartist under 1940-talet och 1950-talet. Hon spelade både piano och sjöng. Parallellt började hon designa och sy kläder. Detta gjorde hon aldrig i stor skala, men många av hennes vänner gick klädda i kläder hon sytt. Louis Armstrongs scenkläder syddes oftast av Lil. Hon hade flyttat tillbaka till Chicago och till huset på East 41 Street. Under sin tid i Chicago musicerade hon bland annat med Red Saunders, Joe Williams, Oscar Brown, Jr. och Little Brother Montgomery.
År 1962 började Lil Hardin att skriva sin självbiografi, men efter att ha skrivit fem kapitel övergav hon projektet. Huvudorsaken var att hon insåg att boken kanske skulle komma att bli besvärande för Louis Armstrong.

## Död
När Louis Armstrong dog 1971 blev Lil Hardin djupt skakad av förlusten. Hon reste till begravningen i New York och åkte då i familjen Armstrongs bil. "Jag tror att Louis hade återkommit och spökat för mig om jag inte hade satt Hardin i den bilen", berättade senare hans änka Lucille Armstrong. Några veckor senare började Hardin planera för att återuppta arbetet med självbiografin. Under en TV-sänd minneskonsert för Louis Armstrong sju veckor efter hans död kollapsade Lil Hardin Armstrong vid pianot på scen. Hon hade drabbats av hjärtattack och avled en timme senare.